# Rigel II
Il Rigel II è un traghetto appartenente alla compagnia di navigazione Ventouris Ferries.

## Servizio
Varato il 25 gennaio 1980 nel cantiere navale Öresundsvarvet Ab di Landskrona con il nome di Visby e consegnato il 10 ottobre successivo alla Rederi AB Gotland, giunge per la prima volta a Visby due giorni dopo.
Tuttavia, a causa dell'eccessivo peso del traghetto, ha difficoltà a salpare da Visby ed è soggetto a diversi guasti. Successivamente, fa quindi ritorno in cantiere a Landskrona, dove viene riparato ed adattato alle richieste.
Terminati i lavori, viene disarmato a Slite in attesa del completamento del dragaggio dello scalo svedese.
Il 31 maggio 1981 prende servizio nei collegamenti tra Nynäshamn e Visby. Nel periodo estivo si aggiunge uno scalo a Oskarshamn.
Dal 1985 opera in primavera ed autunno nei collegamenti tra Stoccolma, Visby e Nynäshamn.

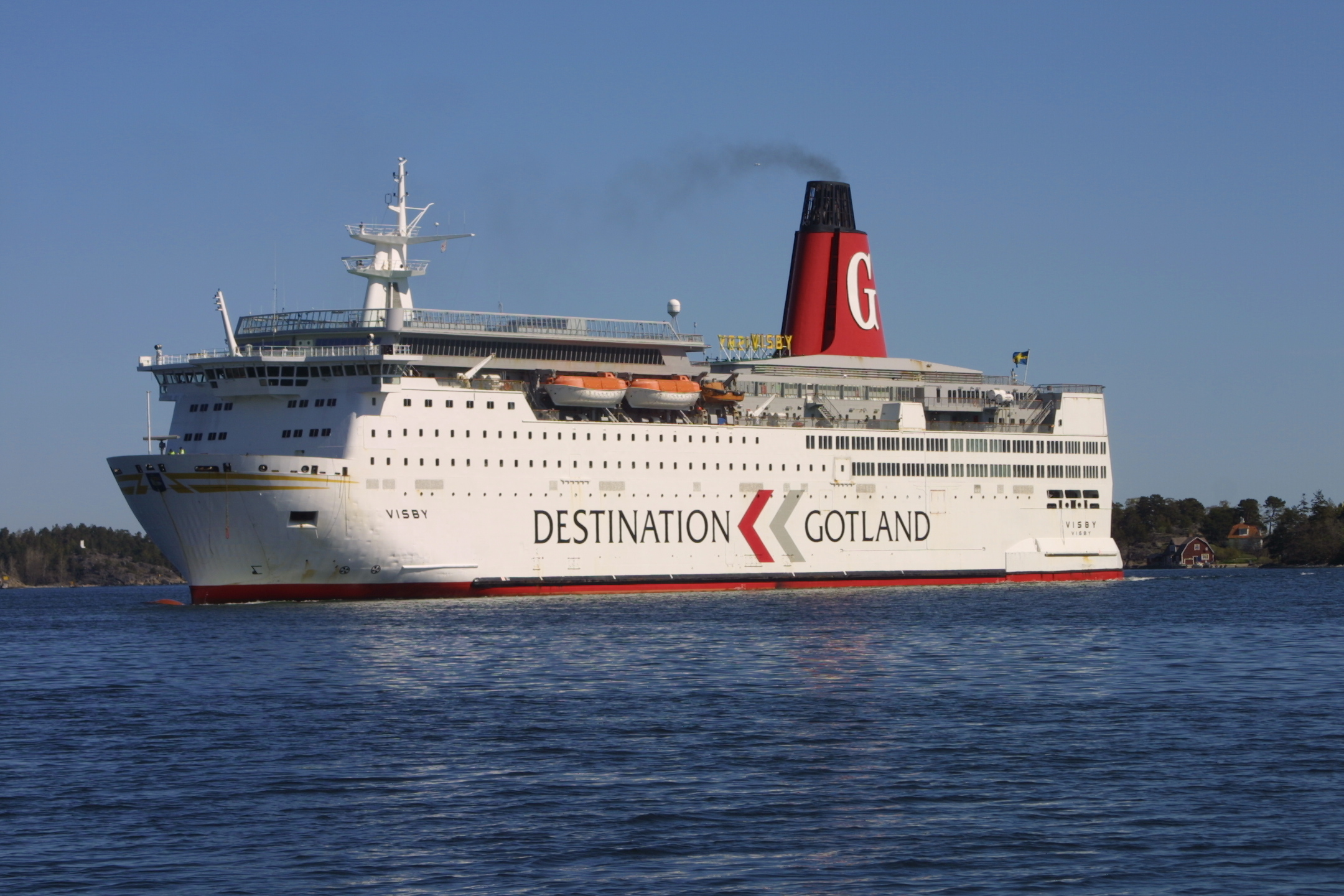
Il Visby in arrivo a Nynäshamn nel 2002.

Dal 1986 viene soppresso lo scalo estivo ad Oskarshamn.
Il 1º gennaio 1988 viene trasferito sotto le insegne della Gotlandslinjen, in seguito all'affidamento del contratto per la gestione delle rotte della Rederi AB Gotland a quest'ultima, continuando ad operare sulla stessa rotta. Nell'estate dello stesso anno torna a scalare ad Oskarshamn.
Il 4 settembre 1988 viene noleggiato alla Sealink British Ferries, con entrata in servizio a fine 1989.
Il 30 dicembre 1989 termina il servizio per Gotland Line ed il 1º gennaio salpa per Göteborg, dove viene sottoposto ai propedeutici lavori di adeguamento al nuovo servizio.
Il 10 gennaio viene ribattezzato Felicity ed il 5 marzo prende servizio nei collegamenti tra Fishguard e Rosslare.
Nel dicembre del 1990, con l'acquisizione della Sealink da parte della Stena Line, viene ribattezzato Stena Felicity.
Nel 1996 viene riverniciato con la livrea della Stena Line.

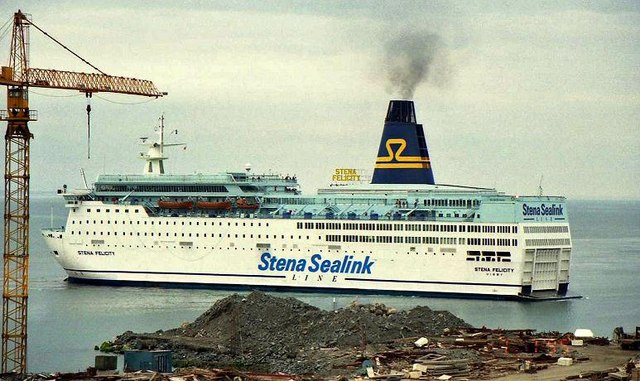
Lo Stena Felicity a Rosslare nel 1995.

Il 3 luglio 1997 termina il servizio sulla Rosslare-Fishguard e salpa per i Lloyd-Werft di Bremerhaven, dove viene sottoposto a profondi lavori di ristrutturazione, venendo sostituito sulla propria rotta dal Koningin Beatrix.
Il 13 dicembre viene ribattezzato Visby e salpa per l'omonimo porto. 
Il 1º gennaio 1998 torna in servizio sotto le insegne della Destination Gotland nei collegamenti tra Visby, Nynäshamn e Oskarshamn.
Il 13 gennaio 2003 viene ribattezzato Visborg e, terminato il servizio per la Destination Gotland il 29 marzo, viene disarmato due giorni dopo a Kappelshamn. Successivamente, viene trasferito a Visby e Landskrona, dove viene messo in vendita.
Il 4 luglio 2003 viene acquistato dalla Polferries e, ribattezzato Scandinavia, viene trasferito tre giorni dopo a Danzica, dove viene sottoposto ad intensi lavori di ristrutturazione.
Il 16 luglio prende servizio nei collegamenti tra Danzica e Nynäshamn.

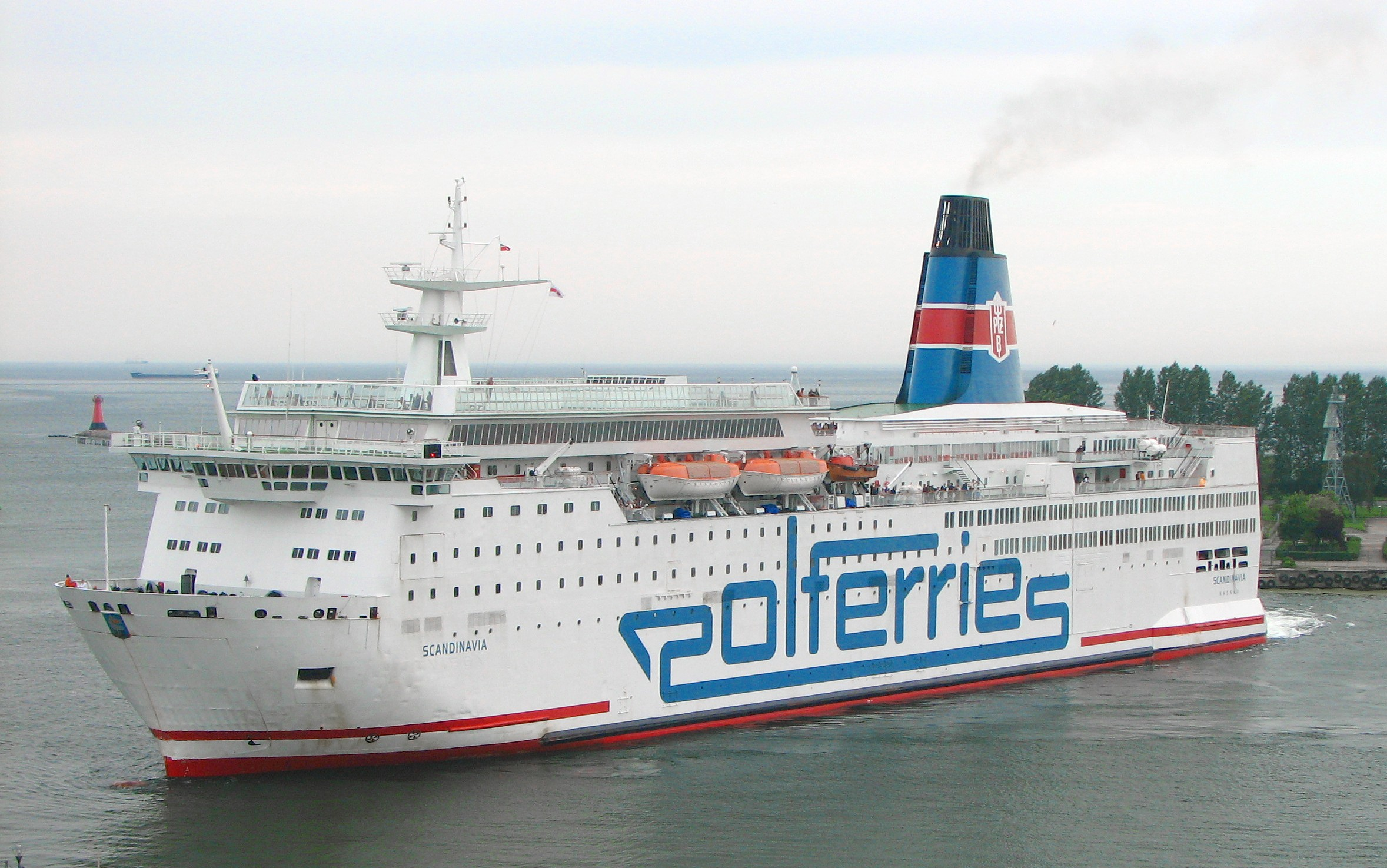
Lo Scandinavia in evoluzione a Danzica nel 2006.

Nel maggio del 2015, con l'entrata in flotta del Mazovia, ne viene annunciata la cessione alla greca Ventouris Ferries.
Il 9 maggio termina il servizio per Polferries e l'11 maggio viene consegnato ai nuovi proprietari.
Il giorno successivo viene ribattezzato Rigel II e pochi giorni dopo salpa da Danzica per Igoumenitsa.
Nel giugno dello stesso anno prende servizio nei collegamenti estivi tra Bari e Durazzo, dove opera tutt'oggi.

## Navi gemelle
- GNV Azzurra